# ЛВГ D.10
ЛВГ D.10 је [[|Биографија}}|немачки]] ловачки авион. Први лет авиона је извршен 1916. године. 

Овај необичан авион имао је врло висок труп. Због лоших летних особина је уништен.
Распон крила авиона је био 9,20 метара, а дужина трупа 7,40 метара. Био је наоружан једним митраљезом ЛМГ 08/15 Шпандау (LMG 08/15 Spandau) калибра 7,92 mm.

## Наоружање
| Наоружање авиона: ЛВГ          |      |
| Ватрено (стрељачко) наоружање  |      |
| Топ                            |      |
| Митраљез                       |      |
| Број и ознака митраљеза        | 1    |
| Калибар                        | 7,92 |
| Бомбардерско наоружање (бомбе) |      |
| Ракетно наоружање (ракете)     |      |